# NGC 1549
NGC 1549 (również PGC 14757) – galaktyka eliptyczna (E0), znajdująca się w gwiazdozbiorze Złotej Ryby. Prawdopodobnie odkrył ją James Dunlop 5 listopada 1826 roku, niezależnie odkrył ją John Herschel 6 grudnia 1834 roku.